# Карбонат аммония
Карбона́т аммо́ния (углеаммиачная соль, углеки́слый аммо́ний, химическая формула — (NH4)2CO3 — аммониевая соль угольной кислоты.
При стандартных условиях, карбонат аммония — это бесцветные, или белые кристаллы, хорошо растворимые в воде.

## Физические свойства
Бесцветные кристаллы соединения хорошо растворимы в воде. Не образует кристаллогидратов. 

## Химические свойства
- Карбонат аммония очень неустойчив как на воздухе, так и в растворе, так как уже при комнатной температуре выделяет аммиак, превращаясь в гидрокарбонат аммония (NH4HCO3). При температуре 60 °C быстро распадается на аммиак, углекислый газ и воду:

{\displaystyle {\mathsf {(NH_{4})_{2}CO_{3}\ \xrightarrow {60^{o}C} \ 2NH_{3}\uparrow +CO_{2}\uparrow +H_{2}O}}}
- Подвергается гидролизу:

{\displaystyle {\mathsf {(NH_{4})_{2}CO_{3}+H_{2}O\rightleftarrows NH_{4}HCO_{3}+NH_{3}\cdot H_{2}O}}}
- Разлагается кислотами и концентрированными щелочами[2]:

{\displaystyle {\mathsf {(NH_{4})_{2}CO_{3}+2HCl\xrightarrow {} \ 2NH_{4}Cl+CO_{2}\uparrow +H_{2}O}}}
{\displaystyle {\mathsf {(NH_{4})_{2}CO_{3}+2NaOH\xrightarrow {} \ Na_{2}CO_{3}+2NH_{3}*H_{2}O}}}

## Применение
На процессе разложения, связанном с выделением газов, основано применение карбоната аммония в качестве разрыхлителя в хлебопечении и кондитерской промышленности (пищевая добавка Е503). Получают карбонат аммония взаимодействием газообразных {\displaystyle {\ce {NH3}}}, {\displaystyle {\ce {CO2}}} и {\displaystyle {\ce {H2O}}} при быстром охлаждении продуктов реакции. Технический продукт содержит наряду с {\displaystyle {\ce {(NH4)2CO3}}} соединение гидрокарбоната аммония с карбаматом аммония {\displaystyle {\ce {NH4HCO3*NH4COONH2}}}.
Карбонат аммония применяется для получения сульфата аммония из гипса по реакции
{\displaystyle {\mathsf {(NH_{4})_{2}CO_{3}+CaSO_{4}\rightarrow (NH_{4})_{2}SO_{4}+CaCO_{3}\!\downarrow }}}
При этом карбонат аммония можно вводить в виде раствора (жидкостный процесс конверсии), вместо карбоната аммония можно вводить газообразные {\displaystyle {\ce {NH3}}} и {\displaystyle {\ce {CO2}}} (газовый процесс конверсии), а также можно вводить газообразные {\displaystyle {\ce {NH3}}} и {\displaystyle {\ce {CO2}}} дополнительно к раствору {\displaystyle {\ce {(NH4)2CO3}}} в количестве 10—15 % стехиометрического количества в расчёте на {\displaystyle {\ce {CaSO4}}} (газожидкостный процесс конверсии). В последнем случае при растворении газов выделяется дополнительная теплота, необходимая для протекания реакции.
Карбонат аммония может рассматриваться как источник карбонат-ионов и в перспективе может применяться, например, для осаждения солей магния для отделения его от солей калия. При добыче калия из морской воды соли калия выделяются вместе с солями магния и не могут быть очищены от него перекристаллизацией. При добавлении карбоната аммония магний выпадает в осадок в виде карбоната, в растворе остаются в основном хлорид калия и хлорид аммония, которые впоследствии могут быть разделены (рекристаллизацией или возгонкой), либо не разделяться, а использоваться как азотно-калийное удобрение.
Также карбонат аммония применяется:
- в лекарственных препаратах (сиропы от кашля, нашатырь и др.);
- в качестве ускорителя ферментации при производстве вина;
- в качестве компонента огнетушащих составов
- в косметике в качестве красителей
- в качестве компонента раствора чистки стволов огнестрельного оружия (РЧС)
- в качестве азотного удобрения в сельском хозяйстве